# Qieyang Shijie
Qieyang Shenjie (chiń. 切阳什姐; pinyin Qiēyáng Shíjiě; tyb.: ཆོས་དབྱིངས་སྐྱིད་, Wylie: chos dbyings skyid, ZWPY: Qoijing Gyi; ur. 11 listopada 1990 w Haibei) – chińska lekkoatletka pochodzenia tybetańskiego, specjalizująca się w chodzie.
Mistrzyni olimpijska w chodzie na 20 kilometrów z igrzysk w Londynie w 2012 roku. Srebrna (2019) oraz dwukrotna brązowa (2011, 2022) medalistka mistrzostw świata w chodzie na 20 kilometrów, a także brązowa (2022) medalistka mistrzostw świata w chodzie na 35 kilometrów.
Złoty medal igrzysk olimpijskich został jej przyznany po dyskwalifikacji za doping rosyjskich chodziarek Jeleny Łaszmanowej i Olgi Kaniskiny, a medal mistrzostw świata z 2011 roku po dyskwalifikacji Łaszmanowej i Anisi Kirdiapkiny.

## Osiągnięcia
| Rok  | Impreza                                | Miejsce        | Konkurencja                 | Pozycja     | Wynik   |
| ---- | -------------------------------------- | -------------- | --------------------------- | ----------- | ------- |
| 2011 | Mistrzostwa świata                     | Daegu          | chód na 20 km               | 3. miejsce  | 1:31:14 |
| 2012 | Puchar świata w chodzie sportowym      | Sarańsk        | chód na 20 km               | 11. miejsce | 1:33:00 |
| 2012 | Igrzyska olimpijskie                   | Londyn         | chód na 20 km               | 1. miejsce  | 1:25:16 |
| 2013 | Mistrzostwa świata                     | Moskwa         | chód na 20 km               | 13. miejsce | 1:31:15 |
| 2016 | Drużynowe mistrzostwa świata w chodzie | Rzym           | chód na 20 km               | 2. miejsce  | 1:26:49 |
| 2016 | Igrzyska olimpijskie                   | Rio de Janeiro | chód na 20 km               | 5. miejsce  | 1:29:04 |
| 2018 | Drużynowe mistrzostwa świata w chodzie | Taicang        | chód na 20 km               | 2. miejsce  | 1:27:06 |
| 2018 | Igrzyska azjatyckie                    | Dżakarta       | chód na 20 km               | 2. miejsce  | 1:29:15 |
| 2019 | Mistrzostwa świata                     | Doha           | chód na 20 km               | 2. miejsce  | 1:33:10 |
| 2021 | Igrzyska olimpijskie                   | Tokio          | chód na 20 km               | 7. miejsce  | 1:31:04 |
| 2022 | Mistrzostwa świata                     | Eugene         | chód na 20 km               | 3. miejsce  | 1:27:56 |
| 2022 | Mistrzostwa świata                     | Eugene         | chód na 35 km               | 3. miejsce  | 2:40:37 |
| 2023 | Mistrzostwa świata                     | Budapeszt      | chód na 35 km               | –           | DNF     |
| 2023 | Igrzyska azjatyckie                    | Hangzhou       | chód na 35 km (drużynowo)   | 1. miejsce  | 5:16:41 |
| 2024 | Drużynowe mistrzostwa świata w chodzie | Antalya        | sztafeta mieszana w chodzie | 11. miejsce | 3:03:10 |
| 2024 | Igrzyska olimpijskie                   | Paryż          | sztafeta mieszana w chodzie | 14. miejsce | 2:59:13 |

## Rekordy życiowe
- chód na 20 kilometrów – 1:24:45 (20 marca 2021, Huangshan)
- chód na 35 kilometrów – 2:40:37 (22 lipca 2022, Eugene) były rekord Azji, 8. wynik w historii światowej lekkoatletyki